# Matthias Brinkmann
Matthias Brinkmann (* 31. März 1879 in Ostenfelde; † 21. September 1969 in Osnabrück) war ein deutscher Pädagoge und Biologe.
Der Landwirtssohn wurde nach der Ausbildung auf dem Bischöfl. Lehrerseminar Osnabrück zuerst Volksschullehrer dort sowie ab 1900 in Hamburg und 1907 Seminarlehrer in Hildesheim. Von 1914 bis 1916 diente er bis zu einer Verwundung im Ersten Weltkrieg. Er studierte 1921/22 bis 1925/26 Biologie, Pädagogik und Psychologie an der Universität Göttingen, promovierte mit bereits 46 Jahren bei Narziss Ach über den Biologieunterricht in der Erlebnisschule. Darauf wurde er 1926 Studienrat in Hildesheim, wo er umfangreiche Studien über die nordwestdeutsche Avifauna nach dem Vorbild von Johannes Leunis fortsetzte. 1928 ging er nach Ratibor, 1930 wurde er Professor für Erziehungskunde, Zoologie und Botanik an der kath. Pädagogischen Akademie (ab 1933 Hochschule für Lehrerbildung) in Beuthen. Damit war eine Rassenlehre im Sinne des Nationalsozialismus verbunden, die z. B. durch Besuche von Sonderschulen veranschaulicht wurde. Ab 1933 war Brinkmann SA-Mitglied, am 12. November 1937 beantragte er die Aufnahme in die NSDAP und wurde rückwirkend zum 1. Mai desselben Jahres aufgenommen (Mitgliedsnummer 7.038.876). Nach der Schließung war er ab 1941 an der Lehrerbildungsanstalt Beuthen als Stellvertreter des Leiters tätig, dann seit 1945 im Ruhestand. Im Januar 1945 wurde er aus Beuthen vertrieben und ging auf den elterlichen Hof bei Osnabrück zurück.
Im Landkreis Osnabrück wurde er Kreisbeauftragter für Naturschutz und Landeskunde Osnabrück. Dort begann er erneut eine große naturkundliche Arbeit mit vielen Beiträgen in Wort und Schrift. 1961 erhielt er das Bundesverdienstkreuz.
Brinkmann veröffentlichte 26 Bücher und selbständige Schriften, 669 Beiträge in Zeitschriften und Jahrbüchern und ungezählte Zeitungsartikel. Es werden darin von ihm die verschiedensten Gebiete behandelt, angefangen von der Pädagogik, Psychologie und Didaktik über Zoologie, Botanik, Geographie, Klimatologie und Naturschutz bis zu Wanderführern und Themen der Orts-, Heimat- und Volkskunde.
Auf dem Hasefriedhof in Osnabrück befindet sich seine Grabstätte.

## Schriften
- Methode des Naturunterrichts. Ein theoretischer und praktischer Beitrag zur Gestaltung der Erlebnisschule, Schöningh, Paderborn 1925 [= Göttinger Dissertation]
- Der Schulgarten, Langensalza 1931
- Die Vogelwelt Nordwestdeutschlands : Beiträge zur Avifauna Niedersachsens, insbes. d. Ems- u. Wesergebietes, d. Landesteile Hannover, Oldenburg, Braunschweig, Bremen, Lippe sowie Nordwestfalens und des sächsischen Leinetales, Hildesheim 1933 (Nachdruck 1978)
- Biologischer Beobachtungsunterricht als Führer in die Lebenskunde, Leipzig 1938
- Die Brutvogelarten Oberschlesiens, Dortmund 1966